# Packwood House
Pour les articles homonymes, voir Packwood.
Packwood House est un manoir Tudor à pans de bois situé à Packwood, à la frontière de Solihull, près de Lapworth, dans le Warwickshire. Propriété du National Trust depuis 1941, la maison est un bâtiment classé Grade I. Elle abrite des tapisseries et de beaux meubles, et est connu pour le jardin des ifs. 

## Histoire
La maison commence comme une modeste ferme à pans de bois construite pour John Fetherston entre 1556 et 1560. Le dernier membre de la famille Fetherston meurt en 1876. En 1904, la maison est achetée par l'industriel de Birmingham Alfred Ash et passe à Graham Baron Ash en 1925. Il passe les deux décennies suivantes à créer une maison de caractère Tudor. Il achète une vaste collection de meubles des XVIe et XVIIe siècles, dont certains sont obtenus auprès de Baddesley Clinton (en). La grande grange de la ferme est transformée en une salle de style Tudor avec un plancher à ressort pour la danse, et est reliée à la maison principale par l'ajout d'une longue galerie en 1931.
En 1941, Ash fait don de la maison et des jardins au National Trust en mémoire de ses parents, mais continue à vivre dans la maison jusqu'en 1947, date à laquelle il déménage au château de Wingfield.
Le célèbre jardin d'ifs (Yew garden) contenant plus de cent arbres est aménagé au milieu du XVIIe siècle par un avocat, John Fetherston. Les ifs taillés sont censés représenter « Le Sermon sur la montagne ». Douze grands ifs sont appelés « Les Apôtres » et les quatre grands spécimens du milieu sont Les « Évangélistes ». Un chemin en spirale serré bordé de buis escalade une butte nommée « Le Mont ». L'if unique qui couronne le sommet est appelé « Le Maître ». Les ifs plus petits forme « La Multitude » et ont été plantés au XIXe siècle pour remplacer un verger.